# 亞倫·諾拉
亞倫·麥可·諾拉（英語：Aaron Michael Nola，1993年6月4日—），為美國職棒大聯盟的投手，目前效力於費城費城人。
2014年美國職棒大聯盟選秀，費城人隊在第1輪第7順位選進了諾拉。2015年登上大聯盟。2018年入選明星賽，同年他在國聯賽揚獎票選拿下第三。

## 職業生涯

### 費城費城人

#### 2015年
7月21日，諾拉登上大聯盟，成為當時第9年輕的選手。他在初登板面對光芒隊，卻被光芒隊投手Nate Karns擊出陽春砲，這一分也是兩隊唯一的分數。諾拉以0比1吞下首敗。7月26日，他拿下大聯盟首勝。該年他先發13場，6勝2敗，防禦率3.59。

#### 2016年
該年諾拉比較慢熱，前三場先發0勝2敗，防禦率5.68。不過他後面連續9場先發中，5勝2敗，防禦率1.68，61次三振。然而他又陷入撞牆期，後面8場先發1勝5敗，防禦率9.82。8月3日，他因右手肘受傷進入傷兵名單。總計該年他6勝9敗，防禦率4.78，121次三振。

#### 2017年
該年諾拉還是跟前一年一樣慢熱，前5場先發2勝3敗，防禦率5.06。不過後面球季表現回穩。他在6月22日到8月12日之間，締造了連續10場優質先發的隊史紀錄。
該季他12勝11敗，防禦率3.54。他的三振率高達9.857。此外，他的守備率是完美的1。

#### 2018年
5月9日，他面對巨人隊主投7局，投出生涯新高的12K。上半季他投出11勝2敗，防禦率2.41，他也順利入選該年明星賽。7月9日，諾拉在他生涯第79場先發拿下個人第36勝，追平格羅佛·克里夫蘭·亞歷山大締造的隊史紀錄。
該年他投出17勝6敗，防禦率2.37，244次三振。他成為繼格羅佛·克里夫蘭·亞歷山大、吉姆·邦寧、柯特·席林後，第四位單季投出超過200K的費城人投手。
他在賽揚獎票選中名列第三，僅次於賈寇伯·迪格隆與麥斯·薛澤。他在國聯MVP票選中排名第13名。

#### 2019年
2月13日，諾拉與費城人簽下4年4,500萬美元的延長合約。

#### 2023年
11月19日，諾拉與費城人續約，簽下7年1.72億美元合約。

## 外部連結
- 球員資訊和成績在MLB ，ESPN ，Retrosheet ，Baseball Reference ，Baseball Reference (Minors) ，Fangraphs ，The Baseball Cube （英文）